# 중앙로 (양산시)
중앙로(Jungang-ro)은 경상남도 양산시 다방동과 북정동을 잇는 도로이다.

## 노선 경로
- 계석로와 직결
- 다방교앞 사거리 - 노포사송로
- 사거리 명칭 미상 - 공단로
- 삼거리 명칭 미상 - 북정로

## 같이 보기
- 중앙우회로